# Hoya pedunculata
Hoya pedunculata är en oleanderväxtart som beskrevs av Rudolf Schlechter. Hoya pedunculata ingår i släktet Hoya och familjen oleanderväxter. Inga underarter finns listade i Catalogue of Life.